# Carretera de Nebraska 16
La Carretera de Nebraska 16 (Nebraska Highway 16) és una carretera del nord-est de Nebraska. El seu extrem sud es troba al sud-est de Bancroft en una intersecció amb el NE 51 i el seu extrem nord es troba al NE 35 al sud de Wakefield.

## Descripció de ruta
Nebraska Highway 16 comença en una intersecció amb NE 51 i NE 1 al sud-est de Bancroft. Es dirigeix en direcció nord-oest i creua la NE 9 al sud de Pender. Gira cap al nord, discorre simultàniament amb la NE 9 abans de partir cap a l'oest just al nord de Pender. Continua cap a l'oest abans de girar cap al nord. Acaba en una intersecció amb el NE 35 al sud de Wakefield.

## Història

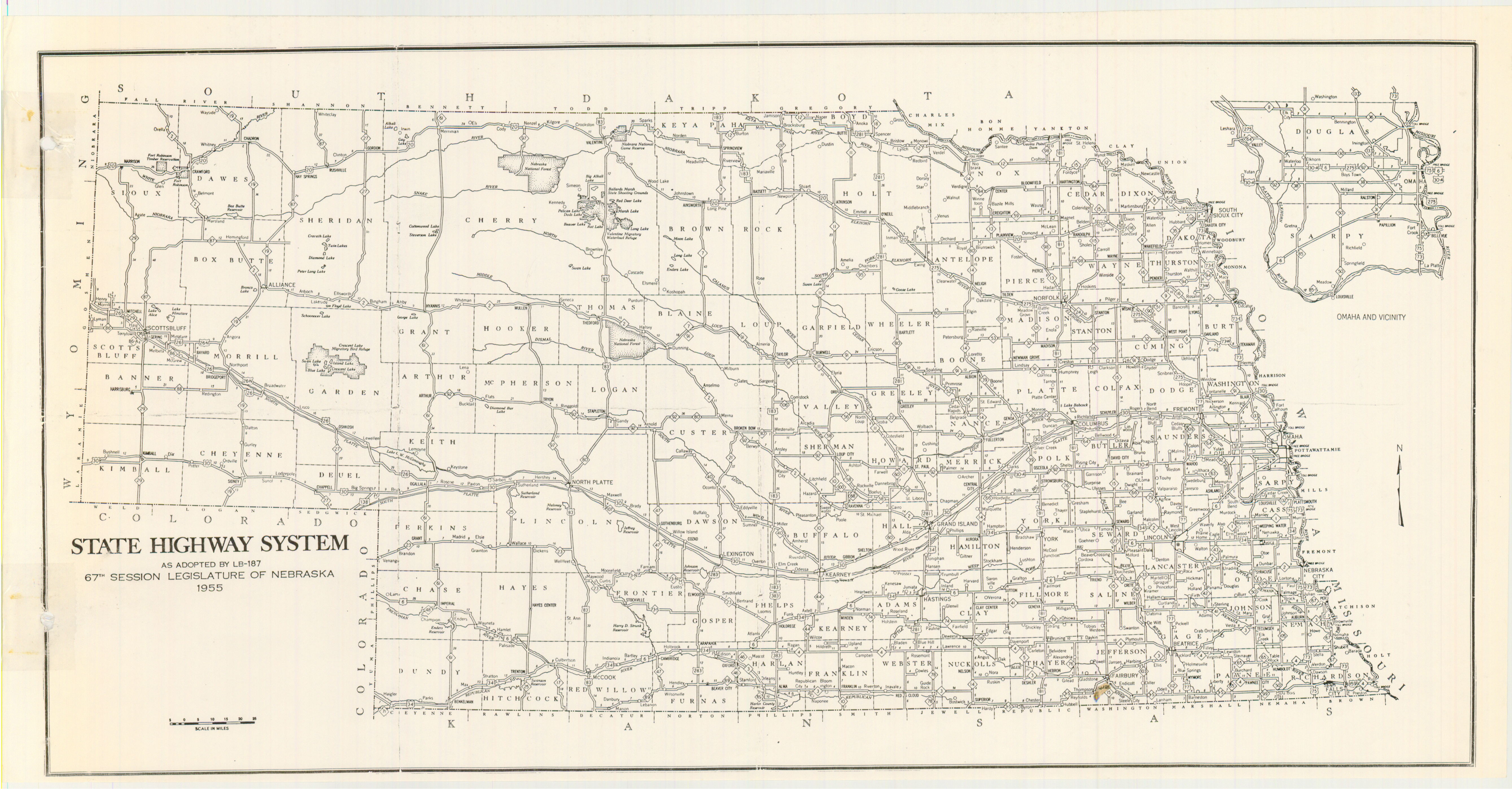
Carreteres de l'estat de Nebraska

La carretera principal Nebraska 16 anava des de North Platte fins a Omaha en una alineació que segueix l'actual carretera dels Estats Units 83 de North Platte a Stapleton i Nebraska Highway 92 de Stapleton a l'est a Omaha. La designació original de l'actual carretera Nebraska 16 era la carretera Nebraska 92, però el 1936 es van canviar els dos números de l'autopista.

## Interseccions Importants
| Comtat                                   | Localitzacions | min   | km    | Destinacions                       | Notes                           |
| ---------------------------------------- | -------------- | ----- | ----- | ---------------------------------- | ------------------------------- |
| Cuming                                   |                | 0.00  | 0.00  | N-51 – Wisner, Decatur             | Southern terminus               |
| Cuming                                   |                | 10.29 | 16.56 | N-9 south – West Point             | Southern end of N-9 concurrency |
| Thurston                                 | Pender         | 11.94 | 19.22 | N-94 east (Main Street) – Walthill | Western terminus of N-94        |
| Thurston                                 |                | 12.36 | 19.89 | N-9 north – Emerson                | Northern end of N-9 concurrency |
| Wayne                                    |                | 28.15 | 45.30 | N-35 – Wayne, Wakefield            | Northern terminus               |
| 1.000 mi = 1.609 km; 1.000 km = 0.621 mi |                |       |       |                                    |                                 |